# Gyeongjong av Goryeo
Gyeongjong av Goryeo, född 955, död 981, var en koreansk monark. Han var kung av Korea mellan 975 och 981. 